# Субконтрабасова блокфлейта
Субконтрабасова блокфлейта — музичний інструмент родини блокфлейт, з найнижчою нотою фа (F1 за стандартом SPN). Вона має квадратний або прямокутний поперечний переріз, дизайн якого вперше був запатентований у 1975 році Йоахімом і Гербертом Пецольдами. Субконтрабасова блокфлейта виготовляється з фанери та має подвоєний канал, схожий на фагот, що дозволяє зменшити зовнішню довжину інструмента. Інструмент оснащений дерев'яними клапанами.  Завдяки спеціальній та запатентованій конструкції інструмент можна грати з дуже коротким есом (духовим каналом).

## Дивіться також
- Басова блокфлейта
- Блокфлейта